# Valérie Hanicque
Valérie Hanicque (née le 16 février 1964 à Cambrai) est une athlète française, spécialiste du lancer du poids et du disque.

## Biographie
Elle remporte le titre du lancer du poids (15,84 m) et du lancer du disque (55,22 m) lors des Championnats de France d'athlétisme 1988.
Sélectionnée onze fois en équipe de France A, ses records personnels sont de 16,68 m au poids (1989), 57,56 m au disque (1989) et 47,40 m au lancer du marteau.